# Max Abramowitsch Bloch

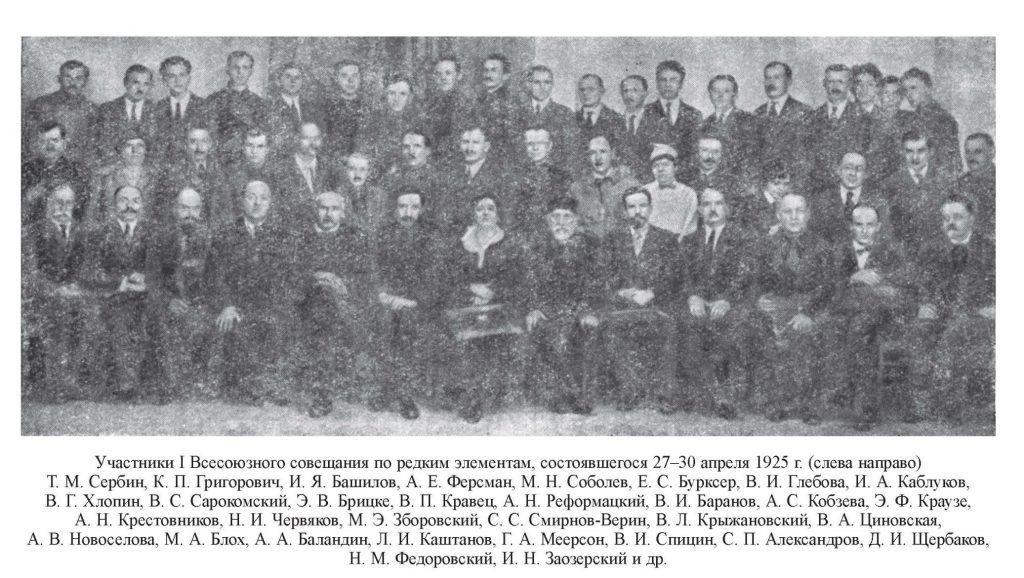
M.A. Bloch auf dem 1. All-Unions-Treffen über seltene Elemente, 1925

Max Abramowitsch Bloch (russisch Макс Абрамович Блох; * 3. August 1882 in Sankt Petersburg; † 14. Januar 1941 ebenda) war ein Chemiker und Chemiehistoriker und Professor für Chemie in Leningrad.
Bloch studierte am Polytechnikum in Riga mit dem Abschluss 1903 und 1904/05 an der Universität Heidelberg. Ab 1905 war er Assistent am Polytechnischen Institut in Riga. 1917 gründete er einen wissenschaftlichen Verlag im nunmehrigen Petrograd und leitete ihn bis 1938. Außerdem war er ab 1919 Professor am Pädagogischen Institut in Leningrad. Dort lehrte er auch ab 1932 Geschichte der Chemie. Er war ab 1928  im Staatlichen Planungsausschuss der UdSSR im Bereich Chemie.
Er veröffentlichte zur Chemiegeschichte, unter anderem 1920 eine Biographie von Antoine Laurent de Lavoisier sowie zu Nicolas Leblanc, Joseph Louis Gay-Lussac, Louis Jacques Thénard, Antoine François de Fourcroy, Louis-Nicolas Vauquelin, Charles Frédéric Gerhardt und Auguste Laurent
in Das Buch der großen Chemiker (Hrsg. Günther Bugge, 1929/30).
1933 wurde er Mitglied der Académie internationale d’histoire des sciences.

## Schriften
- Über die geschichtliche Entwicklung der russischen Chemie. Sonderabdruck aus der Zeitschrift für angewandte Chemie. Jahrgang 39, Nr. 50, Leipzig 16. Dezember 1926, S. 1545 ff. (Vorgetragen auf der Kieler Hauptversammlung in der Fachgruppe der Geschichte der Chemie).
- A. M. Butlerow – Leben und Schaffen. In: Archiv für Geschichte der Mathematik, der Naturwissenschaften und der Technik. 12, Vogel, Leipzig 1929, S. 122–145.
- Über einige Gesetzmäßigkeiten im Schaffen hervorragender Chemiker. Verlag Chemie, Berlin 1931 (Vortrag).
- Biografičeskij spravočnik : vydajuščiesja chimiki i učenye XIX i XX stoletij, rabotavšie v smežnych s chimieju oblastjach nauki. 2 Bände, Leningrad 1929, 1931 (russisch, über Herausragende Chemiker und Naturwissenschaftler des 19. und 20. Jahrhunderts, die in chemienahen Wissenschaftszweigen tätig waren).
- Kurzaufsätze zur Geschichte der Entdeckungen der Chemie. (Краткие очерки по истории хим. открытий), Charkow 1933 (russisch).
- Chronologie der wichtigsten Ereignisse auf dem Gebiet der Chemie und verwandter Disziplinen und Bibliographie zur Geschichte der Chemie. (Хронология важнейших событий в области химии и смежных дисциплин и библиография по истории химии) 1940 (russisch)
- Beiträge In: Günther Bugge (Hrsg.): Das Buch der großen Chemiker. 2 Bände, Berlin 1929, 1930.